# D. Bailey Merrill

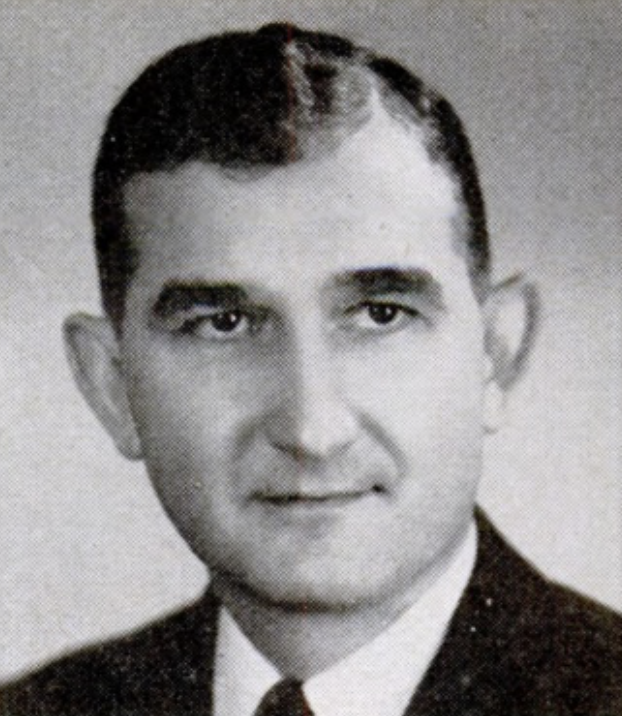
D. Bailey Merrill, 1953

D. Bailey Merrill (* 22. November 1912 in Hymera, Sullivan County, Indiana; † 14. Oktober 1993 in Evansville, Indiana) war ein US-amerikanischer Politiker. Zwischen 1953 und 1955 vertrat er den Bundesstaat Indiana im US-Repräsentantenhaus.

## Werdegang
Bailey Merrill besuchte bis 1933 das Indiana State Teachers College in Terre Haute. Danach arbeitete er als Lehrer. Nach einem anschließenden Jurastudium an der Indiana University in Bloomington und seiner im Jahr 1937 erfolgten Zulassung als Rechtsanwalt begann er in diesem Beruf zu praktizieren. Während des Zweiten Weltkrieges diente Merrill zwischen 1942 und 1946 in der US Army.
Politisch war er Mitglied der Republikanischen Partei. Bei den Kongresswahlen des Jahres 1952 wurde er im achten Wahlbezirk von Indiana in das US-Repräsentantenhaus in Washington, D.C. gewählt, wo er am 3. Januar 1953 die Nachfolge des Demokraten Winfield K. Denton antrat. Da er in den Jahren 1954 und 1956 jeweils gegen Denton verlor, konnte er bis zum 3. Januar 1955 nur eine Legislaturperiode im Kongress absolvieren. Nach seiner zweiten Niederlage zog sich Bailey Merrill aus der Politik zurück. Er starb am 14. Oktober 1993 in Evansville, wo er auch beigesetzt wurde.